# Девочка, хочешь сниматься в кино?
«Девочка, хочешь сниматься в кино?» — художественный фильм режиссёра Адольфа Бергункера, вышедший на экраны в 1977 году.

## Сюжет
Мать ученицы третьего класса Инги (Марина Бугакова), работавшая врачом «скорой помощи», погибла в автоаварии. Помощник режиссёра Вика, увидев Ингу на улице, предложила ей сняться в кино, но, к её удивлению, Инга отказалась. Отец Инги приложил все усилия для того, чтобы привести Ингу на студию, думая что это отвлечёт её от горя. В первый съёмочный день Инге надо было сыграть прощание с уезжающей мамой на вокзале, ей, правда, не сразу, но удалось отыграть сцену и стать юной героиней в фильме «Первое лето».

## В ролях
- Марина Бугакова — Инга
- Николай Волков (мл.) — отец Инги, Василий Прокофьевич, врач
- Любовь Виролайнен — мама Инги, врач «скорой помощи»
- Валентин Гафт — режиссёр Павел
- Татьяна Кислярова — Виктория Сергеевна, помощник режиссёра по актёрам
- Валерий Кравченко — оператор
- Ада Роговцева — актриса Вера Фёдоровна, играющая в фильме роль матери Инги
- Любовь Соколова — мать Веры, бывшая партизанка-санитарка на войне
- Марина Трегубович — Лёлька, подружка Инги
- Наталья Четверикова — малярша
- Игорь Боголюбов — прохожий
- Игорь Ефимов — зритель
- Алексей Кожевников — администратор съёмочной группы
- Герман Колушкин — пациент
- Валентина Кособуцкая — костюмерша

## Съёмочная группа
- Режиссёр: Адольф Бергункер
- Автор сценария: Юрий Яковлев
- Оператор: Олег Куховаренко
- Художник: Игорь Вускович

## Награды
- 1978 — 11 Всесоюзный кинофестиваль (Ереван) по разделу фильмов для детей и юношества: приз жюри за исполнение главной роли — Марина Бугакова[1].

## Факты
Юрий Яковлев вспоминал как родился замысел этого фильма:

В 1970 году режиссёр А.Жебрюнас снимал по моему сценарию фильм «Красавица». Для съёмки фильма выбрали девочку, но она отказалась. Девочка всем очень понравилась, и её уговорили сниматься. В перерывах между работой я много беседовал с ней, её звали Инга — это так и осталось в фильме. Узнал её историю, и получилось так, что рассказанное ею стало основой моего фильма «Девочка, хочешь сниматься в кино?»

Аналогичный сюжет использован в фильме «Пусть я умру, господи…»